# Сепариране на отпадъци
Сепариране (на английски: separation, разделяне). Един от основните екологични проблеми в световен мащаб е все още непрекъснато нарастващото количество на генерирани отпадъци. Предварителното им сортиране е основата за вторичната преработка на отпадъците с различен произход и съдържание.
Сепарирането има за цел разделянето на отпадъците на рециклируеми материали според състава си. Черните и цветните метали, пластмасите и хартията, например, съхраняват своите качества след преработка и по този начин могат да бъдат използвани като суровина. За обслужването на този процес, според изходната суровина, се създават различни видове сита и сепариращи устройства.
Сепариращи устройства са:
- барабанни сита,
- сепаратори на немагнитни материали (Вихровотокови сепаратори),
- сепаратори на немагнитни материали,
- лентови магнитни сепаратори,
- надлентови магнитни сепаратори,
- магнитни барабани,
- сензорни сепаратори (Инфрачервени сепаратори)